# Jennifer Pepper
Jennifer Pepper (* 1985 in Berlin) ist eine christliche Sängerin, Liedermacherin und Gesangscoach.

## Leben
Pepper ist die Tochter des Berliner Musikers und Pastors Martin Pepper. In ihrer Jugend erhielt Pepper Klavier- sowie Gesangsunterricht und war Teil des Chores in der Grundschule. Sie hatte zunächst keine Ambitionen, als Sängerin beruflich tätig zu sein. Dies änderte sich erst, als sie gläubig wurde und die nachhaltige Wirkung des Glaubens auf ihr Leben erkannte. 
Zunächst besuchte Pepper die „School of Worship“ in Dallas. Es folgte ein Studium der Popularmusik mit dem Schwerpunkt Gesang an der Hamburger „School of Music“ und die Gründung ihrer ersten Band „Totara“. Im Anschluss erreichte Pepper den Bachelor of Arts in Musik an der britischen „University of Plymouth“. Zudem studierte Pepper auch Theologie.
2011 und 2015 veröffentlichte Pepper mit ihrem Vater zwei gemeinsame Alben. 2018 heiratete Pepper den Musiker Jesuan do Amaral  und zog von Berlin nach Braunschweig, um mit ihm in der Freikirche Braunschweig Connect eine Musikarbeit aufzubauen. Im gleichen Jahr erschien ihr Debüt-Album „Schritt für Schritt“. In der Braunschweiger Gemeinde leitet sie alle zwei Wochen den musikalischen Teil des Gottesdienstes.
2020 wurde Pepper Mutter eines Sohnes. Seit 2021 ist sie Moderatorin der Sendereihe „MenschGott“ von ERF Medien.

## Weiteres
Pepper ist seit 2010 Botschafterin des christlichen Kinderhilfswerks Compassion.

## Diskographie
- 2011: Generationen (gemeinsam mit Martin Pepper), Gerth Medien
- 2015: Mit Sinn und Seele (gemeinsam mit Martin Pepper), Gerth Medien
- 2018: Schritt für Schritt, Gerth Medien